# Lorenzo María Lleras
Lorenzo María Lleras González (Santafé, 7 de septiembre de 1811-Bogotá, 3 de junio de 1868) fue un periodista, académico, poeta, catedrático y político colombiano,miembro fundador del Partido Liberal Colombiano.
Fue rector de la Universidad del Rosario, de donde también era egresado. Ocupó varios cargos públicos bajo la protección del entonces presidente Francisco de Paula Santander, su amigo y protector. 
Igualmente, fue un influyente personaje en el medio artístico colombiano, haciendo parte de la generación Romántica (1840-1880) específicamente de la edad de oro (1845-1860). 
Lleras es el patriarca de la familia Lleras, siendo los expresidentes Alberto Lleras y Carlos Lleras su nieto y bisnieto, respectivamente.

## Contexto histórico
Durante el período que se conoce como la Nueva Granada dentro de la Gran Colombia (1819-1830), el Congreso de 1821 estableció la Gran Colombia como un Estado unitario que incluía los territorios de los Distritos Norte, Centro y Sur. Sin embargo, las diferencias políticas entre Simón Bolívar y Francisco de Paula Santander llevaron a la disolución de esta en 1830.
A partir de ese entonces, la República de la Nueva Granada se constituyó, tras la separación de Ecuador y Venezuela. Este período estuvo marcado por conflictos, como la Guerra del Cauca con Ecuador y la Guerra de los Conventos (1839-1842) debido a la supresión de conventos católicos. 
Durante este periodo, Lleras fue un promotor de la organización de colectivos que reunían a intelectuales, artesanos y labradores, como la Sociedad Democrática Republicana de Artesanos y Labradores Progresistas (1838) o la Sociedad Democrática Republicana (1846). También tuvo múltiples periodos como parte de la Cámara de Representantes. Entre 1842 y 1846, ejerció como rector del Colegio de Nuestra Señora del Rosario, y en 1853 fundó el Colegio del Espíritu Santo, que dirigió durante siete años. Además, fue elegido diputado por la Provincia de Bogotá en 1849.
De igual manera, los partidos políticos tradicionales, el Partido Conservador y el Partido Liberal, surgieron en la década de 1840, donde Lleras desempeñó un papel fundamental en la creación del Partido Liberal. En 1853, la Constitución neogranadina introdujo reformas significativas, como la adopción del federalismo. En ese período, el presidente José Hilario López confirmó la expulsión de la Compañía de Jesús y se aprobó la Ley de Manumisión en 1851, poniendo fin a la esclavitud en Colombia.
Estos eventos históricos y la contribución de Lleras a la vida política y educativa en la región marcaron un período importante en la historia de Colombia.

## Biografía
Lorenzo María Lleras fue un destacado periodista, maestro y político colombiano del siglo XIX, conocido por su afiliación al partido liberal y su compromiso con el arte, la educación, y el cambio social. Nació en Bogotá en 1811 en el seno de una familia de peninsulares, en pleno conflicto entre centralistas y federalistas en su país, y a un año de la firma del acta de independencia del 20 de julio de 1810 y se graduó en Leyes en el Colegio Mayor de Nuestra Señora del Rosario, donde posteriormente se convirtió en catedrático de lengua inglesa en 1837 y rector entre 1842 y 1846.

### Vida política
Debido a sus creencias políticas liberales, Lleras se exilió en Estados Unidos, donde perfeccionó su dominio de los idiomas inglés y francés. Regresó a Colombia tras la llegada de Francisco José de Paula Santander a la presidencia en 1832 y asumió el cargo de secretario del Senado en 1833. A lo largo de su carrera política, ocupó varios cargos de importancia, incluyendo la Cámara de Representantes de Colombia, alcalde parroquial de Bogotá en 1834, secretario de la Gobernación de Bogotá en 1835 y oficial mayor del Interior entre 1836 y 1837.
Lleras también se desempeñó como secretario del Ministerio de Relaciones Exteriores en 1853, aunque se vio envuelto en problemas debido a un error en las negociaciones con Brasil, lo que resultó en su renuncia. Además, fue uno de los fundadores y secretario de la Sociedad Democrática en Bogotá.
Como educador, Lleras fundó el Colegio del Espíritu Santo en 1846 y lo dirigió hasta 1852. Después de enfrentar ocho meses de prisión, asumió el cargo de director del Teatro de Bogotá de 1855 a 1859 y promovió la Compañía Dramática Nacional.
Lleras contribuyó a diversas publicaciones periódicas de su época, incluyendo el "Mensajero Semanal estadounidense", así como periódicos locales en Bogotá como "La Gaceta," "El Constitucional de Cundinamarca," "La Bandera Nacional," "El Neogranadino,", "El Mosaico." y "La Crónica Mensual." Así mismo, su enfoque principal era promover la educación y el cambio social en el país, por lo que, junto a su padre, fundó la Imprenta de Lleras y participó en la creación de la Sociedad de Templanza, demostrando su compromiso con causas sociales. Igualmente, además de su compromiso político, asumió la dirección editorial del periódico El Tiempo, consolidando su influencia en la esfera periodística y política de la época. 
En 1859, fue nuevamente arrestado, pero posteriormente fue nombrado vocal en el Consejo de Gobierno e intendente general de Guerra y Marina en 1865. Finalmente, Lorenzo Lleras falleció en Bogotá en 1868.

### Vida artística
El legado de Lorenzo Lleras perdura en la memoria colectiva gracias a su destacado papel como educador y sus valiosas contribuciones al teatro colombiano, hizo parte de la generación romántica del siglo XIX, en especial en la edad de oro marcada por una explosión creativa. Desde temprana edad, Lleras se percató de la escasez de teatro en Colombia y asumió la tarea de enriquecerlo con influencias extranjeras para contrarrestar la predominante tendencia costumbrista de la época.
Lleras dedicó gran parte de su vida a inspirar a jóvenes talentos y construir una sólida tradición teatral en Colombia. Tras su regreso de Estados Unidos en 1832, publicó su primera traducción, "Altorfo" de Francisca Wright, destacándose como traductor de piezas teatrales extranjeras, como "Domingo o el endemoniado," una comedia en tres actos escrita en prosa francesa por MM. D’Epaguy y Dupin. Continuando así, adaptando dramas, comedias, óperas y tragedias del inglés y el francés para el escenario colombiano. De sus obras más notables fue "Nacimiento, Fortuna y Mérito" o "La Prueba Electoral," una comedia en prosa francesa de M. Casimiro Bonjour adaptada para el teatro granadino en 1838. La mayoría de sus traducciones se publicaron en la revista Crónicas del Colegio del Espíritu Santo (1847-1851), fundada por Lleras para informar sobre los festivales teatrales realizados en la institución que él mismo creó. 
Además de su labor como traductor, Lleras colaboró con la empresa de Juan Granados como "ensayador" de actores y director artístico. A pesar de sus logros, enfrentó desafíos, como las críticas por errores en la dirección de la obra "Miguel" de Rafael Álvarez Lozano, lo que evidenciaba su falta de conocimiento de dramas y tragedias. 
Igualmente, pasó un período en prisión bajo la acusación de complicidad en una campaña a favor del teatro liderada por el periódico El Bogotano, lo que resultó en la suspensión de su labor en las artes escénicas. Tras recuperar su libertad, asumió la dirección del Teatro Maldonado. 
Posteriormente, Lleras formó una compañía nacional de teatro que incluyó un grupo italiano de ópera hasta 1859. Finalmente, se retiró de los escenarios y se convirtió en docente y mentor de sus discípulos Felipe Pérez y Santiago Pérez. Entre las obras teatrales que presentó figuran Las Convulsiones, Sugamuxi y Aquimín y Doraminta de Luis Vargas, así como Gonzalo de Córdoba y El Conde Julián de Francisco de Paula Torres.
Además de su trabajo teatral, las poesías originales de Lleras están impregnadas de un profundo sentimiento patriótico y abordan temas como la libertad de la Nueva Granada, La batalla de Santuario, El ocho de mayo, y una elegía en memoria de la triste jornada del 28 de agosto de 1830 en Puente Grande, que marcó la destrucción del gobierno legítimo y la restauración del poder detestable de Bolívar. 

## Características de su teatro
Su teatro no se limitaba a la mera representación escénica, sino que abrazaba una profunda vocación educativa. Lorenzo Lleras aspiraba a instruir en literatura, poesía, política y valores morales a través de sus actuaciones teatrales. Su enfoque era reflejar y elevar el nivel cultural y la civilización de la sociedad. Distinguiéndose por la inclusión de autores y obras previamente desconocidos en el contexto colombiano, su repertorio teatral se enriquece aún más al incorporar óperas que conferían un matiz musical a las actuaciones.
El teatro de Lleras se destacaba por abordar una amplia gama de temáticas, desde la crítica social hasta temas exóticos para los habitantes de Bogotá, siempre impregnando el tratamiento de estas temáticas con un enfoque satírico. Su escenario no conocía límites geográficos, ya que se desplegaba en diversos espacios, desde escenarios al aire libre hasta aulas de clase, patios y parques. Esto trascendía su función de mero entretenimiento para convertirse en una poderosa herramienta de educación y cultura.

## Legado
Gracias a la labor en pro del teatro de Lorenzo María Lleras y sus seguidores, se multiplicaron las puestas en escena en la capital, perceptibles con menor intensidad en otras ciudades, y que se creó un clima propicio para la creación de obras dramáticas, un buen número de las cuales sin embargo quedarían inéditas. 

## Discípulos

###### Santiago Pérez(1830-1900)
Escribió Jacobo Molay y El castillo de Berkeley

###### Felipe Pérez(1836-1891)
Escribió Gonzalo Pizarro, Huayana – Capac y Atahualpa > amor a la libertad 

###### Lázaro María Pérez(1824-1892) (Colaborador)
Escribió El reloj de las monjas de San Plácido (1856)

## Referentes teatrales
Españoles
- Larra
- Manuel Bretón de los Herreros
- Tomás Rodríguez Rubí
- Juan Martínez Villergas
- Ventura de la Vega
- Jaime Tió y Noé
- Juan Eugenio Hartzenbush
- Pablo Piferrer y Fábrega

Franceses
- Victor Hugo
- José Bernardo Rosier
- Eugenio Agustín Scribe
- Félix Pyat
- Alejandro Dumas
- Victor Ducange

Colombianos
- José Caicedo Rojas
- Leopoldo Arias Vargas
- José María Samper
- Lázaro María Pérez
- Santiago Pérez
- Felipe Pérez
- José María Quijano
- Ángel María Galán